# 陳清森
陳清森（1912年7月11日—1998年9月），臺灣雲林縣元長鄉山內村人，藥劑師，開設雲林第一家西藥局，當地山內國小還設立其塑像，去世後獲得第九屆醫療奉獻獎。

## 生平
陳清森生於1912年7月11日，父親陳接枝是元長地區仕紳與大地主。
陳清森讀嘉義中學時，一位良師鼓勵他走學藥一途，1934年，家人賣田地讓他留學，第一年考上明治大學商學系，第二年如願考上東京藥學專門學校藥學科，1938年順利取得藥師資格後返鄉。他先在土庫鎮開業，因家鄉元長鄉山內村鄉親反映路途太遠，拿藥不便，遂搬到距離家鄉不到一公里的褒忠鄉中正路。他開設的益壽堂藥局，是雲林第一家開業的西藥局。他精通皮膚病調劑，尤以治療頭癬的用藥最知名，會對付不出藥費者免費贈藥。經過他特殊調劑的頭癬藥，頂多服四日的藥，立即見效，生意最好時候，一日調劑的藥費足足等於五、六十名女工一日的工資。此外，他在日治時期還曾擔任土庫郡民團副隊長。
1945年日本戰敗時，仍有少數日本兵滯留臺灣。一日，鄉民押著一位日本兵上門來，指稱在鄉民的水井中下毒，還有鄉民指證歷歷說日本兵投下氰酸鉀，要害大家沒命。陳清森立即叫鄉民取來井水現場化驗，證實水中並無毒物後，才化解這場誤會。
陳清森也像許多老醫師般會年底清帳冊，一把火燒掉窮人的舊帳，為的是不忍心讓窮人賒欠過年。對於家鄉的山內國小，他還捐錢、以自家農地和人換地擴建，因此校方特定為他立雕像。
1985年1月15日藥師節，因服務滿四十五年，在台北市中山堂接受藥師公會全國聯合會表揚。
兒子陳朝洋是東京大學藥學博士，回憶父親雖是在偏遠地區執業，但時刻進修，和日本醫師同步吸收新知，對慢性病有特別療效且使用方便的科學中藥，可說是台灣藥界率先引進的先鋒。1998年6月6日，雲林縣實施醫藥分業，近九旬的陳清森仍積極參加健保特約藥局的訓練課程。該年，藥師公會全聯會提名他得醫療奉獻獎，但遭婉拒。同年9月於睡夢中去世。
告別式中，一位陌生老婦塞了一千多元給陳清森媳婦，特別叮囑陳家人上香時，務必轉告陳藥師她還錢了，莫讓她背負一生還不清的債。地方人士感念其恩澤，三百多人護送他的靈柩前往墓地。
1999年5月1日，第九屆醫療奉獻頒獎典禮上，與已過世的陳金山得主皆家人代表領獎。當天，《中國時報》攝影記者陳怡誠特地來找陳清森家人，表達海口鄉親對他的感恩。